# Cameronella gigantea
Cameronella gigantea är en stekelart som först beskrevs av Girault 1916.  Cameronella gigantea ingår i släktet Cameronella och familjen puppglanssteklar. Inga underarter finns listade.